# Gastón Mazzacane
Gastón Mazzacane,  argentinski dirkač Formule 1, *8. maj 1975, La Plata, Argentina.
Gastón Mazzacane je debitiral v sezoni 2000, ko je na dirki za Veliko nagrado Evrope dosegel osmo mesto, kar je njegov najboljši rezultat v karieri. V naslednji sezoni 2001 je nastopil le na prvih štirih dirkah sezone in ob treh odstopih dosegel dvanajsto mesto na dirki za Veliko nagrado Brazilije, kasneje pa ni več dirkal v Formuli 1.

## Popolni rezultati Formule 1
(legenda) (odebeljene dirke pomenijo najboljši štartni položaj, poševne pa najhitrejši krog, †-uvrščen kljub odstopu)
| Leto | Moštvo                       | Šasija      | Motor         | 1       | 2       | 3      | 4       | 5      | 6    | 7       | 8      | 9       | 10     | 11     | 12      | 13     | 14     | 15      | 16     | 17     | Prv | Toč |
| ---- | ---------------------------- | ----------- | ------------- | ------- | ------- | ------ | ------- | ------ | ---- | ------- | ------ | ------- | ------ | ------ | ------- | ------ | ------ | ------- | ------ | ------ | --- | --- |
| 2000 | Telefonica Minardi Fondmetal | Minardi M02 | Fondmetal V10 | AVS Ret | BRA 10  | SMR 13 | VB 15   | ŠPA 15 | EU 8 | MON Ret | KAN 12 | FRA Ret | AVT 12 | NEM 11 | MAD Ret | BEL 17 | ITA 10 | ZDA Ret | JAP 15 | MAL 13 | -   | 0   |
| 2001 | Prost Acer                   | Prost AP04  | Acer V10      | AVS Ret | MAL Ret | BRA 12 | SMR Ret | ŠPA    | AVT  | MON     | KAN    | EU      | FRA    | VB     | NEM     | MAD    | BEL    | ITA     | ZDA    | JAP    | -   | 0   |